# Natação nos Jogos Olímpicos de Verão de 2020 - 1500 m livre feminino
A competição dos 1500 m livre feminino da natação nos Jogos Olímpicos de Verão de 2020 foi disputada entre 26 e 28 de julho de 2021 no Centro Aquático, em Tóquio. Um total de 33 nadadoras de 22 Comitês Olímpicos Nacionais (CON) participaram do evento. Foi a estreia dos 1500 metros para mulheres em Olimpíadas.

## Qualificação
O tempo de qualificação olímpica ao evento foi de 16min32s04. Até duas nadadoras por Comitê Olímpico Nacional (CON) poderiam se qualificar automaticamente nadando naquele tempo em um evento de qualificação aprovado. Por sua vez, o tempo de seleção olímpica foi de 17min01s80. Até uma nadadora por CON estaria elegível para a qualificação com esse tempo com sua entrada classificada em um ranking até que o número de participantes fosse atingido. CONs sem uma nadadora qualificada em qualquer evento poderiam obter seus lugares através das vagas de universalidade.

## Formato
A competição consiste em duas rodadas: preliminares e final. As nadadoras com os 8 melhores tempos nas preliminares avançam a final. Desempates (swim-offs) são utilizados conforme necessário para quebrar os empates de avanço a próxima rodada.

## Calendário
Horário local (UTC+9)
| Data                | Horário | Fase         |
| ------------------- | ------- | ------------ |
| 26 de julho de 2021 | 20:30   | Preliminares |
| 28 de julho de 2021 | 11:55   | Final        |

## Medalhistas
| Ouro   | USA Katie Ledecky  |
| Prata  | USA Erica Sullivan |
| Bronze | GER Sarah Köhler   |

## Recordes
Antes desta competição, os recordes mundiais e olímpicos da prova eram os seguintes:
| Tipo | Atleta           | Tempo    | Local        | Data               |
| ---- | ---------------- | -------- | ------------ | ------------------ |
|      | Katie Ledecky    | 15:20.48 | Indianápolis | 16 de maio de 2018 |
|      | Evento inaugural | –        |              |                    |

Os seguintes recordes mundiais e/ou olímpicos foram estabelecidos durante esta competição:
| Data                | Evento       | Atleta            | Tempo    | Notas            |
| ------------------- | ------------ | ----------------- | -------- | ---------------- |
| 26 de julho de 2021 | Preliminares | USA Katie Ledecky | 15:35.35 | Recorde olímpico |

## Resultados

### Preliminares
As nadadoras com as 8 primeiras colocações, independente da bateria, avançam a final.
| Pos. | Bateria | Raia | Nadadora                   | CON                | Tempo    | Notas            |
| ---- | ------- | ---- | -------------------------- | ------------------ | -------- | ---------------- |
| 1    | 5       | 4    | Katie Ledecky              | USA Estados Unidos | 15:35.35 | Q,               |
| 2    | 5       | 5    | Wang Jianjiahe             | CHN China          | 15:41.49 | Q,               |
| 3    | 4       | 3    | Erica Sullivan             | USA Estados Unidos | 15:46.67 | Q                |
| 4    | 4       | 4    | Simona Quadarella          | ITA Itália         | 15:47.34 | Q                |
| 5    | 4       | 6    | Anastasiya Kirpichnikova   | ROC                | 15:50.22 | Q,               |
| 6    | 5       | 3    | Sarah Köhler               | GER Alemanha       | 15:52.67 | Q                |
| 7    | 4       | 5    | Maddy Gough                | AUS Austrália      | 15:56.81 | Q                |
| 8    | 5       | 7    | Kiah Melverton             | AUS Austrália      | 15:58.96 | Q                |
| 9    | 5       | 2    | Ajna Késely                | HUN Hungria        | 15:59.80 |                  |
| 10   | 4       | 7    | Li Bingjie                 | CHN China          | 15:59.92 |                  |
| 11   | 4       | 1    | Merve Tuncel               | TUR Turquia        | 16:00.51 |                  |
| 12   | 3       | 6    | Viktória Mihályvári-Farkas | HUN Hungria        | 16:02.26 |                  |
| 13   | 4       | 2    | Martina Caramignoli        | ITA Itália         | 16:02.43 |                  |
| 14   | 5       | 8    | Kristel Köbrich            | CHI Chile          | 16:09.09 |                  |
| 15   | 5       | 1    | Mireia Belmonte            | ESP Espanha        | 16:11.68 |                  |
| 16   | 3       | 5    | Julia Hassler              | LIE Liechtenstein  | 16:12.55 |                  |
| 17   | 3       | 1    | Deniz Ertan                | TUR Turquia        | 16:13.22 | Recorde nacional |
| 18   | 4       | 8    | Jimena Pérez               | ESP Espanha        | 16:15.99 |                  |
| 19   | 2       | 4    | Marlene Kahler             | AUT Áustria        | 16:20.05 | Recorde nacional |
| 20   | 3       | 3    | Viviane Jungblut           | BRA Brasil         | 16:21.29 |                  |
| 21   | 1       | 4    | Katrina Bellio             | CAN Canadá         | 16:24.37 |                  |
| 22   | 3       | 7    | Tamila Holub               | POR Portugal       | 16:25.16 |                  |
| 23   | 3       | 2    | Diana Durães               | POR Portugal       | 16:29.15 |                  |
| 24   | 2       | 5    | Beatriz Dizotti            | BRA Brasil         | 16:29.37 |                  |
| 25   | 2       | 6    | Helena Rosendahl Bach      | DEN Dinamarca      | 16:29.56 |                  |
| 26   | 2       | 3    | Eve Thomas                 | NZL Nova Zelândia  | 16:29.66 |                  |
| 27   | 3       | 4    | Celine Rieder              | GER Alemanha       | 16:32.57 |                  |
| 28   | 2       | 2    | Han Da-kyung               | KOR Coreia do Sul  | 16:33.59 |                  |
| 29   | 5       | 6    | Delfina Pignatiello        | ARG Argentina      | 16:33.69 |                  |
| 30   | 3       | 8    | Katja Fain                 | SLO Eslovênia      | 16:35.92 |                  |
| 31   | 2       | 7    | Hayley McIntosh            | NZL Nova Zelândia  | 16:44.43 |                  |
| 32   | 1       | 5    | Arianna Valloni            | SMR San Marino     | 16:54.64 |                  |
| 33   | 1       | 3    | Sasha Gatt                 | MLT Malta          | 16:57.47 |                  |

### Final
As três nadadoras mais rápidas na final conquistaram as medalhas.
| Pos. | Raia | Nadadora                 | CON                | Tempo    | Notas            |
| ---- | ---- | ------------------------ | ------------------ | -------- | ---------------- |
| 01 ! | 4    | Katie Ledecky            | USA Estados Unidos | 15:37.34 |                  |
| 02 ! | 3    | Erica Sullivan           | USA Estados Unidos | 15:41.41 |                  |
| 03 ! | 7    | Sarah Köhler             | GER Alemanha       | 15:42.91 | Recorde nacional |
| 4    | 5    | Wang Jianjiahe           | CHN China          | 15:46.37 |                  |
| 5    | 6    | Simona Quadarella        | ITA Itália         | 15:53.97 |                  |
| 6    | 8    | Kiah Melverton           | AUS Austrália      | 16:00.36 |                  |
| 7    | 2    | Anastasiya Kirpichnikova | ROC                | 16:00.38 |                  |
| 8    | 1    | Maddy Gough              | AUS Austrália      | 16:05.81 |                  |

Legenda
| Recorde mundial      | Recorde mundial (World record)               |                       | Recorde africano                      | Recorde africano (African) |                                           | Q | Classificado por posição (Qualified) |
| Recorde olímpico     | Recorde olímpico (Olympic record)            | Recorde da América    | Recorde da América (Americas)         | q                          | Classificado por melhor tempo (Qualified) |   |                                      |
| Melhor marca do ano  | Melhor marca do ano (World leading)          | Recorde asiático      | Recorde asiático (Asian)              | DNS                        | Não largou (Did not start)                |   |                                      |
| Recorde nacional     | Recorde nacional (National record)           | Recorde europeu       | Recorde europeu (European)            | DNF                        | Não terminou (Did not finish)             |   |                                      |
| Recorde pessoal      | Recorde pessoal do atleta (Personal best)    | Recorde da Oceania    | Recorde da Oceania (Oceania)          | DSQ / DQ                   | Desclassificado (Disqualified)            |   |                                      |
| Recorde da temporada | Recorde da temporada do atleta (Season best) | Recorde sul-americano | Recorde sul-americano (South America) | NM                         | Sem marca (No mark)                       |   |                                      |